# Kerstin Granstedt
Kerstin Granstedt, född den 27 december 1935, är svensk orienterare som tog guld i stafett vid de första världsmästerskapet 1966, hon tog även ett VM-silver i stafett och ett VM-brons individuellt 1968.